# Varanus primordius
Varanus primordius este o specie de reptile din genul Varanus, familia Varanidae, descrisă de Mertens în anul 1942. A fost clasificată de IUCN ca specie cu risc scăzut. Conform Catalogue of Life specia Varanus primordius nu are subspecii cunoscute.